# Mari Lwyd

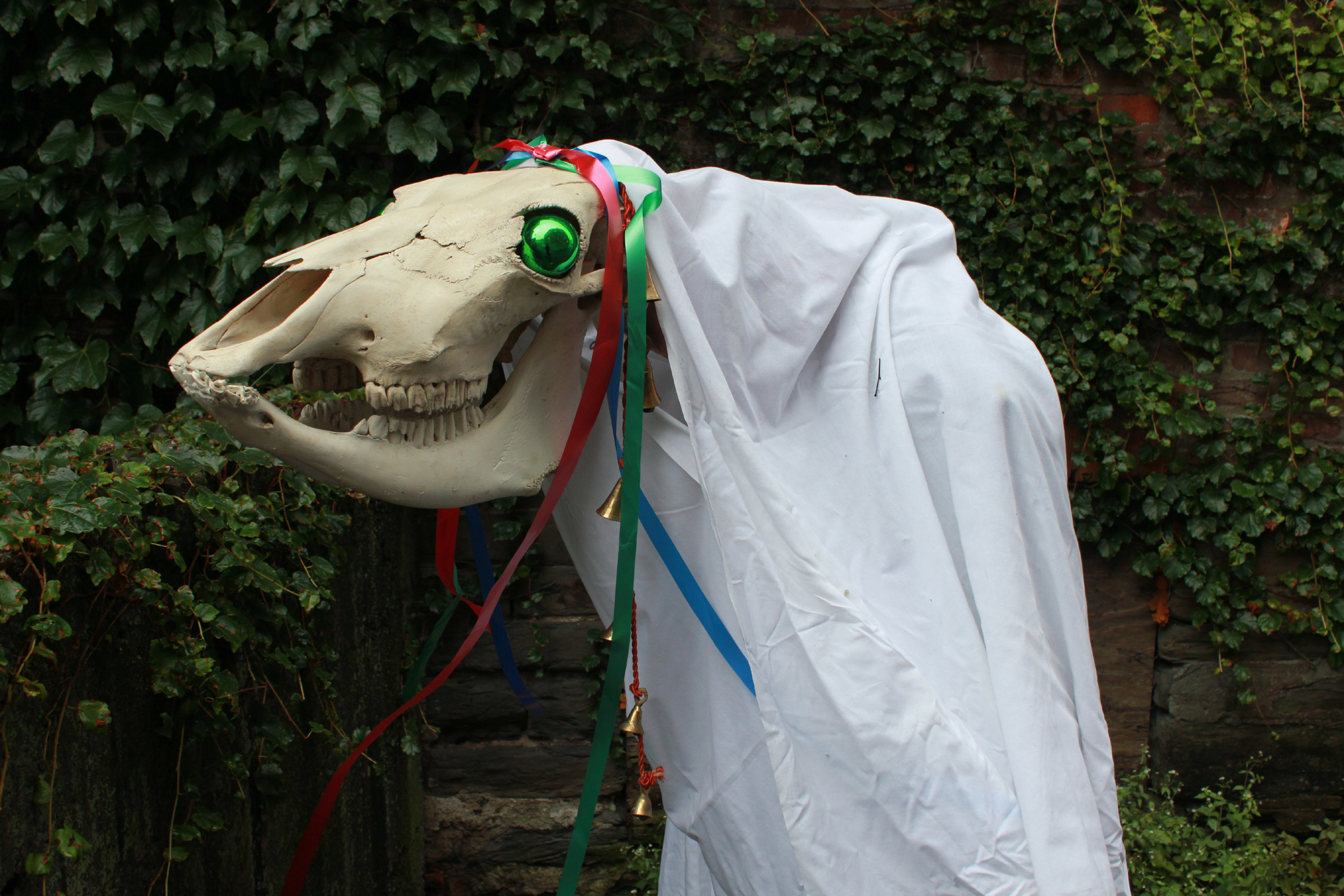
Un Mari Lwyd

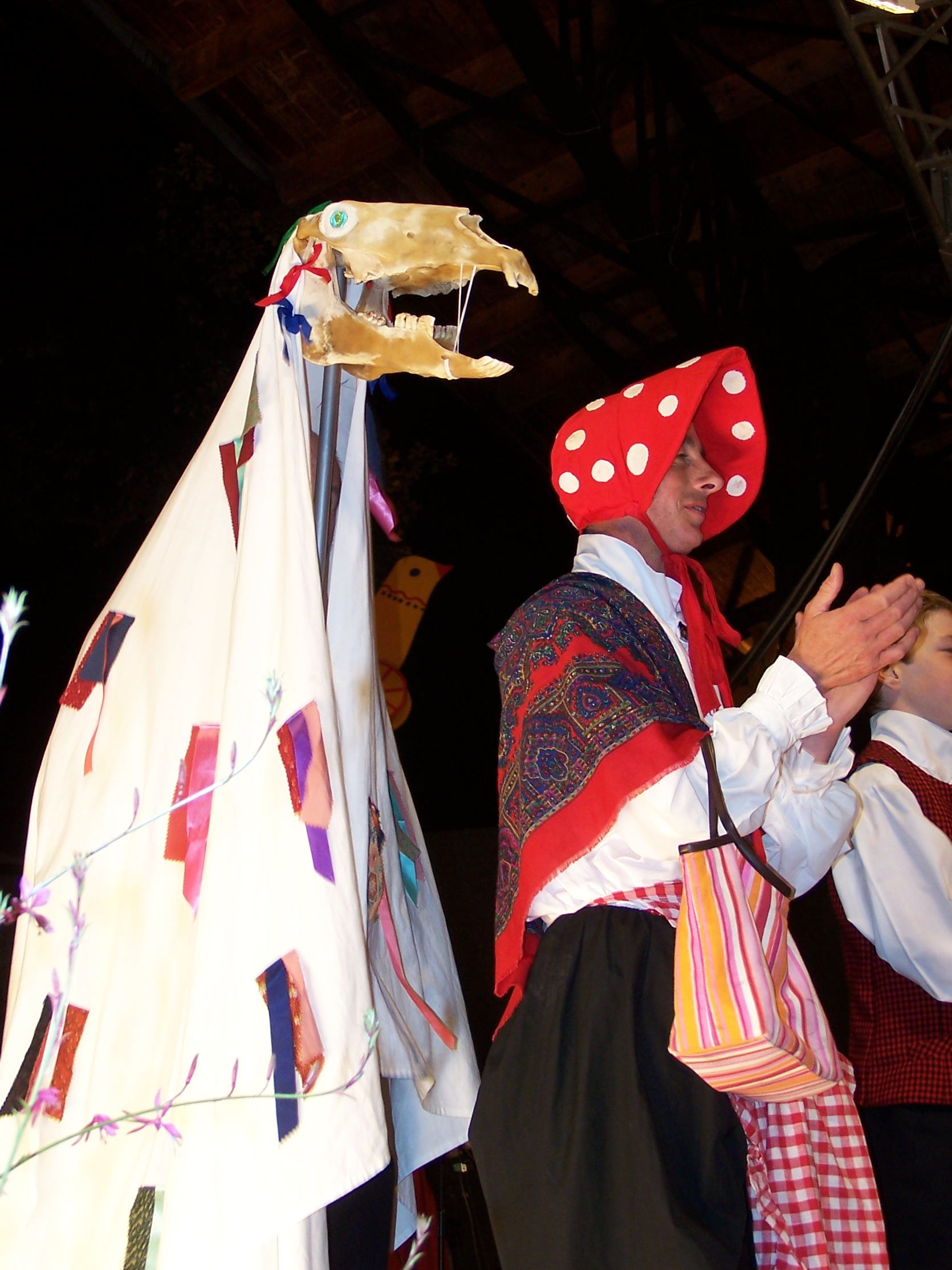
Partecipanti ad un Mari Lwyd

Il Mari Lwyd (solitamente tradotto come "giumenta grigia") è una tradizione del folclore natalizio/invernale gallese (in particolare del Glamorgan e del Gwent) che consiste nel far girare per le strade un teschio di cavallo (o una sua riproduzione) fissato ad un palo.
La tradizione era ampiamente diffusa fino agli anni venti-trenta del XX secolo e scomparve quasi completamente (salvo in alcuni villaggi) negli anni sessanta.

## Etimologia
Il termine mari viene solitamente collegato al sassone mare "cavallo". Altri lo ricollegano al nome della Vergine Maria.

## Origini
Secondo alcuni studiosi, si tratterebbe di un'usanza di origine pagana legata ai riti della fertilità e alla rinascita del sole.
Secondo l'interpretazione cristiana, il Mari Lwyd sarebbe invece una rappresentazione della Fuga in Egitto.

## Descrizione
Nel Mari Lwyd, il teschio di cavallo o la riproduzione di un teschio di cavallo portata per le strade veniva addobbata con dei nastrini. La mascella era provvista di cardini, che le consentivano di aprirsi e chiudersi.
La figura veniva portata in giro da un uomo vestito con un lenzuolo bianco.
Gli uomini che partecipavano alla "processione" bussavano poi alle porte del villaggio, intonando poesie o canti. In seguito, aveva luogo il cosiddetto pwnco, una sfida a base di versi/insulti tra i componenti del corteo e gli abitanti del villaggio: la prima persona che non riusciva a comporre un verso in risposta era ritenuta sconfitta e nel caso in cui lo "sconfitto" fosse il padrone di casa, egli doveva far entrare il mari lwyd.
In alcuni villaggi, un uomo che partecipava al corteo poteva interpretare le parti delle marionette Punch e Judy e il corteo poteva essere accompagnato da un suonatore di violino.

## IlMari Lwydnella cultura di massa
- A questa tradizione è dedicato il lungo poema, scritto nel 1941 da Vernon Phillips Watkins, The Ballad of the Mari Lwyd[5]
- La tradizione è presente nel videogioco Assassin’s Creed: Valhalla (ambientato nell’epoca vichinga in Inghilterra) dove la protagonista, Eivor, si maschera da Mari Lwyd durante una festa (molto simile all’Halloween moderno) andando a bussare a casa della gente e intonando qualche verso per ottenere dolci.